# ルドヴィコ・ザイツ
ルドヴィコ・ザイツ、ドイツ語名、ルートヴィヒ・ザイツ（Ludovico Seitz、Ludwig Seitz、1844年6月11日 - 1908年9月11日）はドイツ出身の父親を持つ画家である。イタリアで活動した。

## 略歴
ローマで生まれた。父親のアレクサンダー・マクシミリアン・ザイツ(Alexander Maximilian Seitz)はミュンヘン生まれの画家で、1835年にローマに移り、ナザレ派の画家、ヨハン・フリードリヒ・オーファーベックとイタリアで活動した。母方の祖父、エルンスト・ザハリアス・プラトナー(Ernst Zacharias Platner)はライプニッツ出身の画家、著述家で1823年から、ローマでザクセン王国の代理大使を務めた人物で、両親はローマで結婚した。
ローマで父親やオーファーベックから絵を学び、1887年にヴァチカンの絵画館(Pinacoteca vaticana)の学芸員になり、1894年に館長になった。カトリックの画家たちのグループに属し、宗教的な題材の壁画をナザレ派のスタイルで描き、オーファーベックから評価されていた。
代表作は、教皇レオ13世の注文で描いた現在はバチカン美術館の一部となっているバチカン宮殿の「大燭台のギャラリー(Galleria dei Candelabri) 」の天井画である。ローマの別の教会「Chiesa di Sant'Ivo dei Bretoni」やサントゥアリオ・デッラ・サンタ・カーザの壁画や、父親と描いたクロアチアのジャコボ大聖堂(Đakovo Cathedral)の壁画も描いた。

## 作品

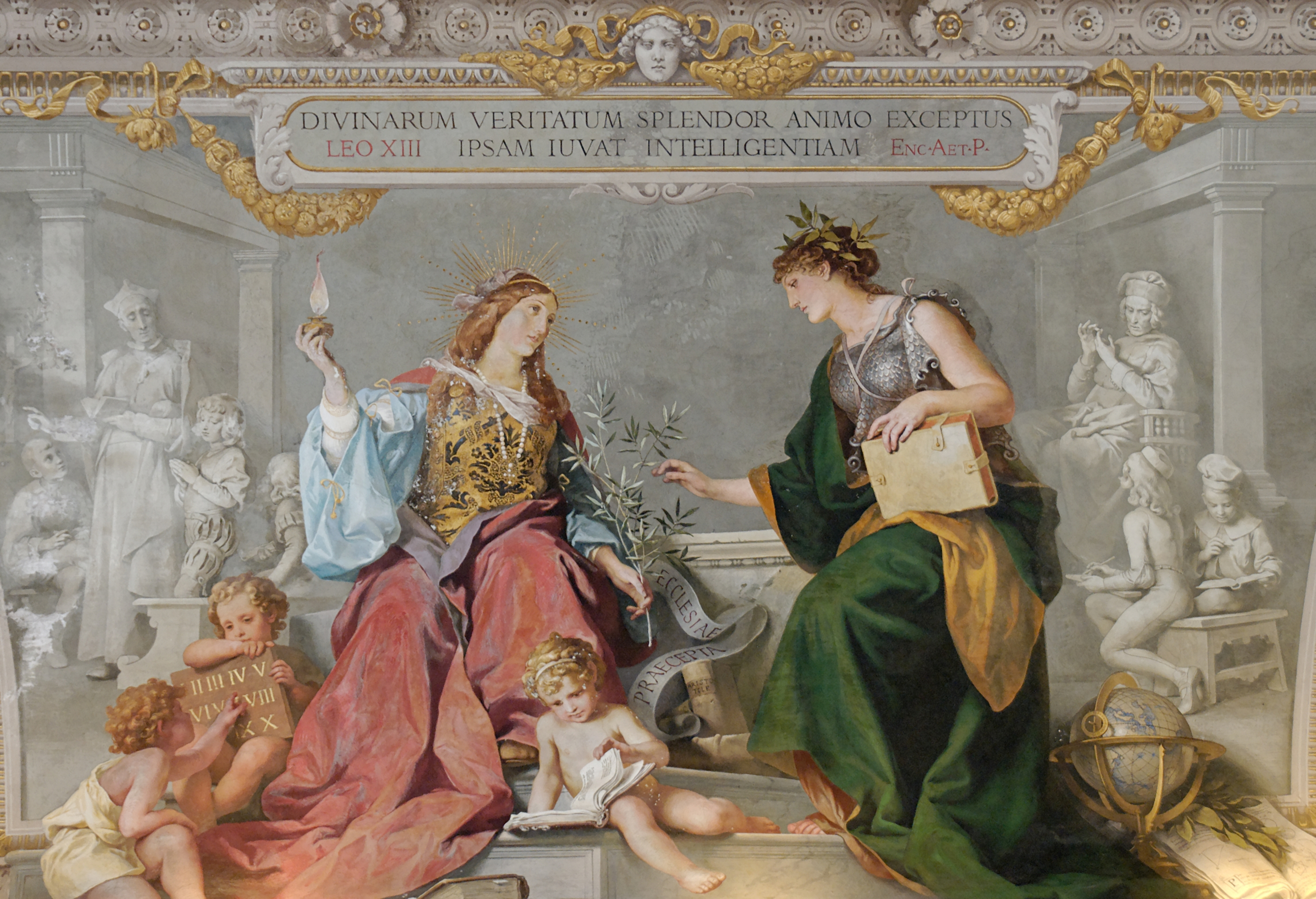
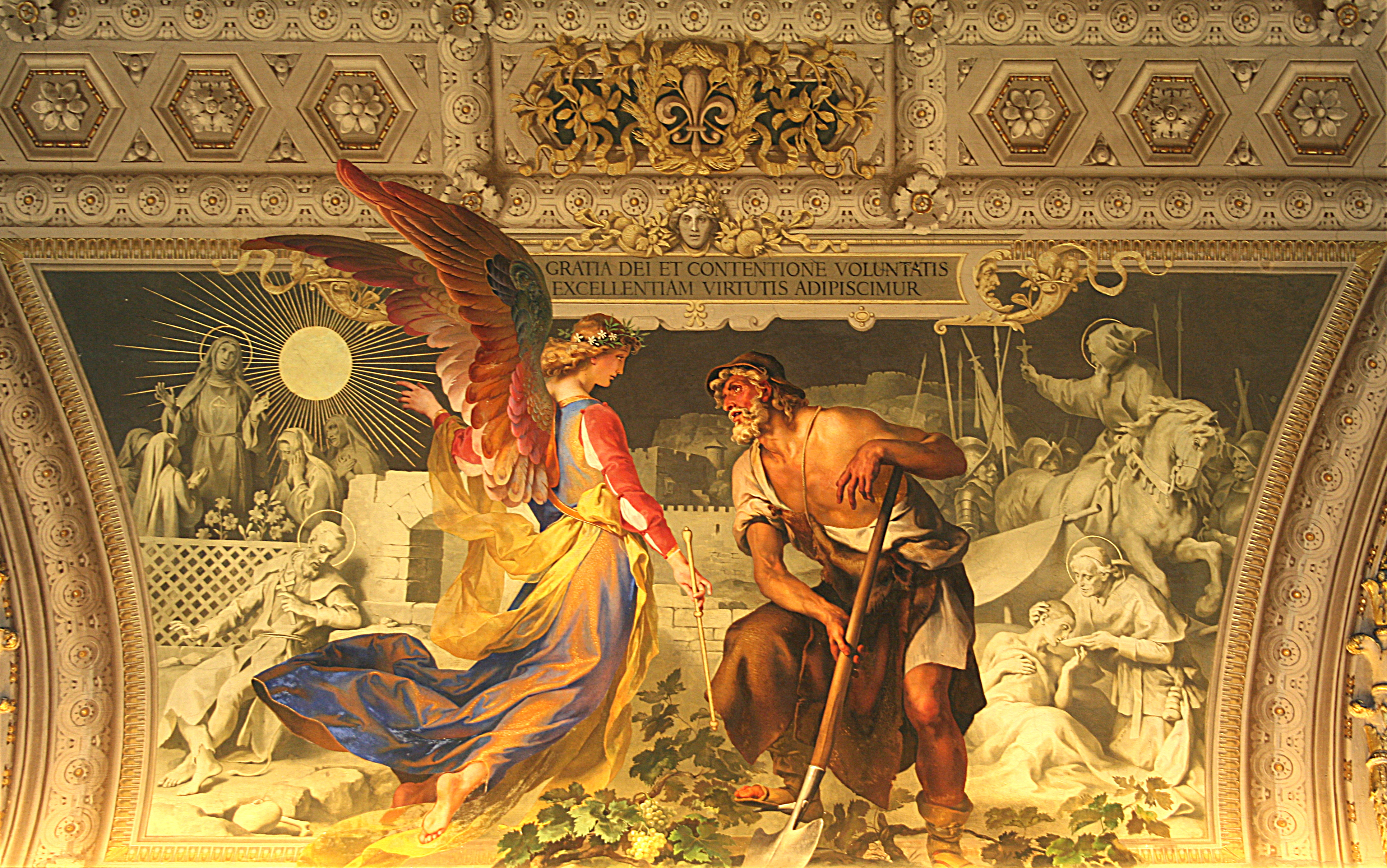
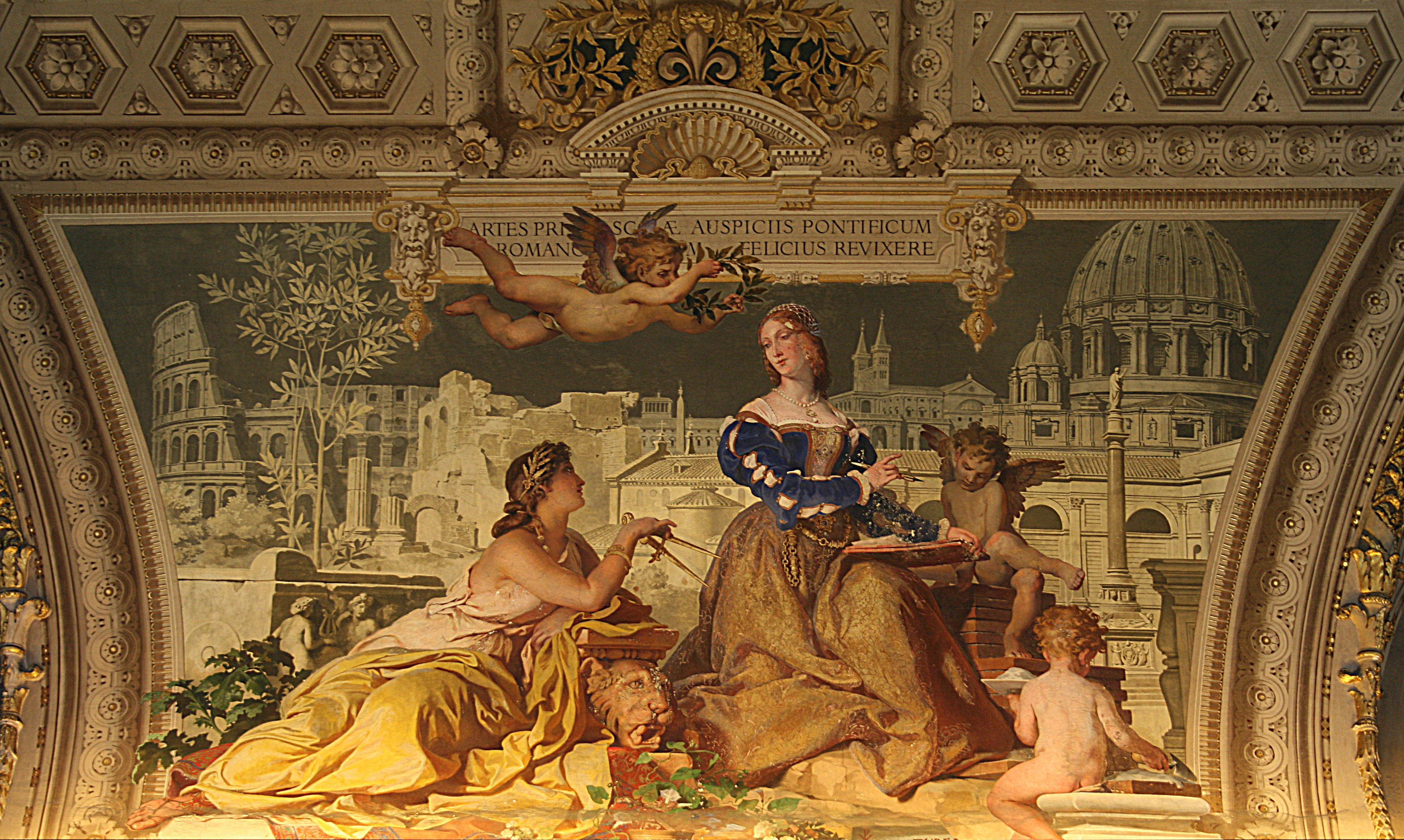
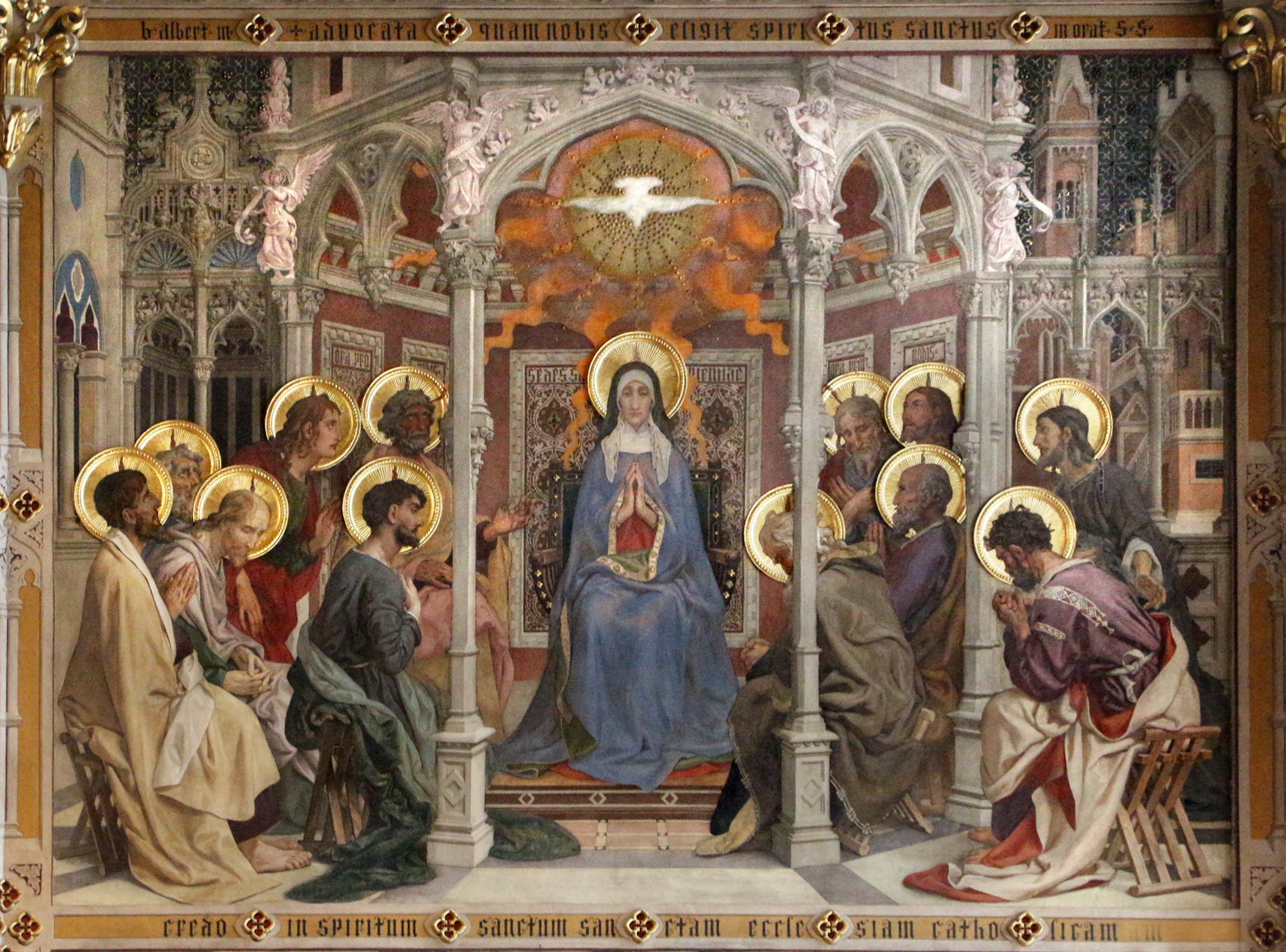
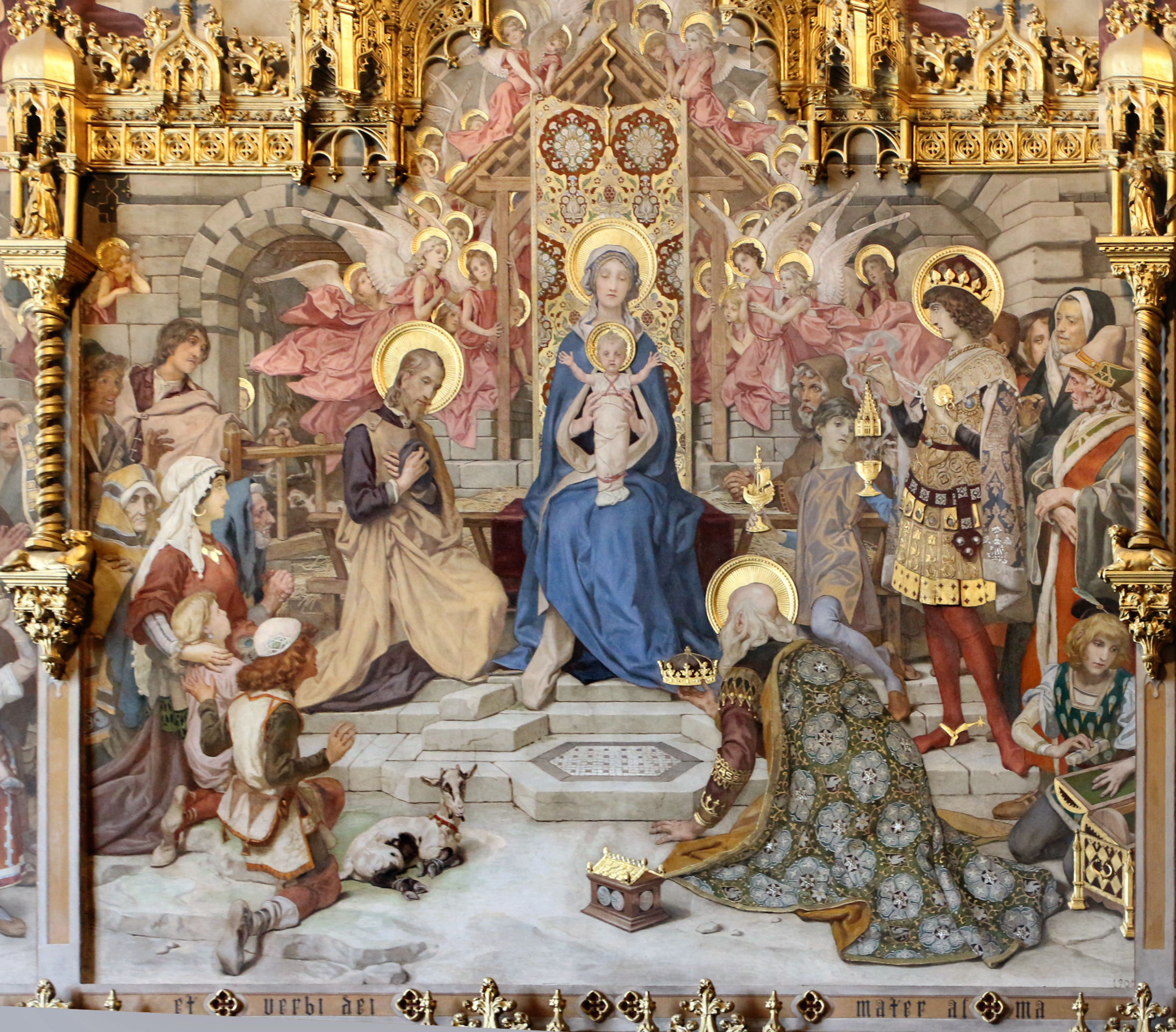
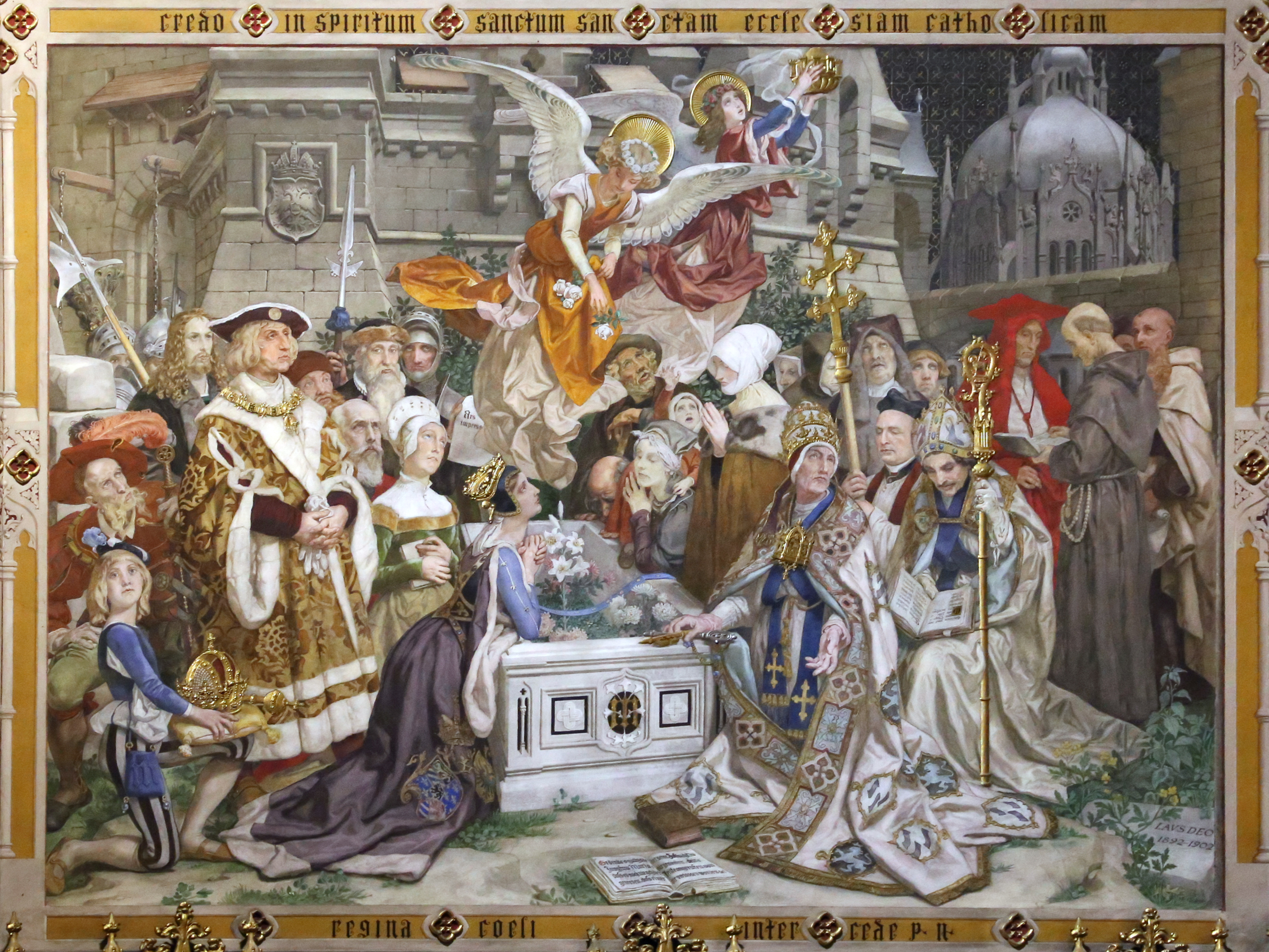